# ماوريسيو ديل كاستيلو
ماوريسيو ديل كاستيلو (بالإسبانية: Mauricio Del Castillo)‏ (10 مارس 1996 في الأرجنتين - ) هو لاعب كرة قدم أرجنتيني في مركز الهجوم. لعب مع إنديبندينتي.

## وصلات خارجية
- ماوريسيو ديل كاستيلو على موقع قاعدة بيانات كرة القدم.إي يو (الإنجليزية)
- ماوريسيو ديل كاستيلو على موقع Soccerway.com (الإنجليزية)